# Obkas

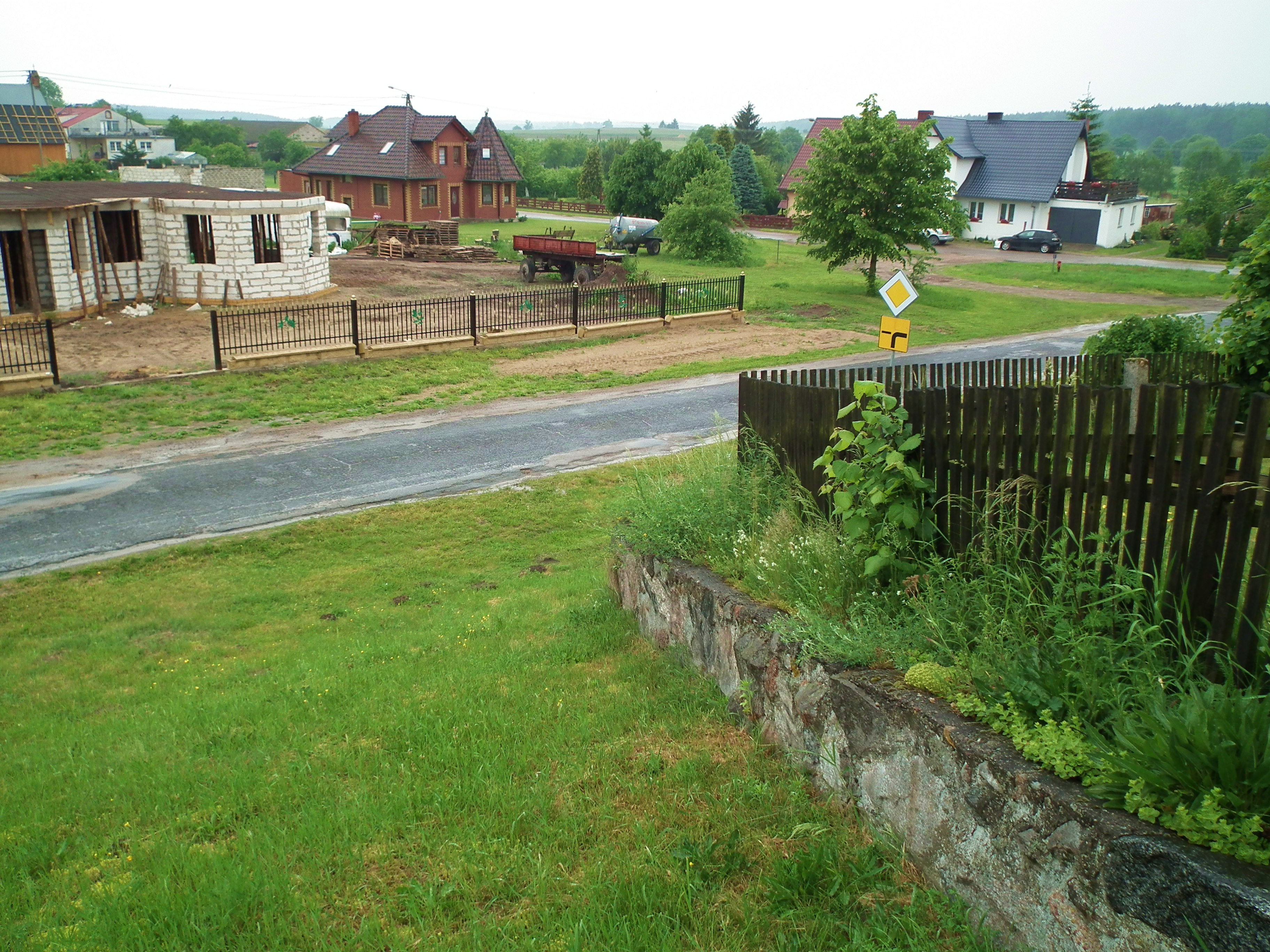
Centrum wsi

Obkas – wieś w Polsce położona w województwie kujawsko-pomorskim, w powiecie sępoleńskim, w gminie Kamień Krajeński.
Wieś biskupów gnieźnieńskich w województwie pomorskim w drugiej połowie XVI wieku.
W latach 1975–1998 miejscowość administracyjnie należała do województwa bydgoskiego. Według Narodowego Spisu Powszechnego (III 2011 r.) liczyła 351 mieszkańców. Jest siódmą co do wielkości miejscowością gminy Kamień Krajeński.
We wsi jest przystanek kolejowy Obkas.

## Kościół
W 1614 roku kościół w Obkasie zaliczano do kościołów filialnych Kamienia. W 1653 roku Obkas posiadał kościół, wokół którego znajdował się cmentarz. Tak było w zasadzie w całej Kosznajderii, do której zaliczano Obkas, Dąbrówkę i Dużą Cerkwicę. Ziemia parafialna w tym też roku 1653 składała się z 4 włók, jednak miała złą glebę. Do niej należały także ogrody we wsi.
Kościół pierwotny założony został prawdopodobnie już w XIV wieku, na co mógł mieć wpływ Zakon krzyżacki. Już od 1789 roku kościół w Obkasie groził zawaleniem. W jego tymczasowej naprawie przysłużył się w 1822 roku Commendarius Nelke z Kamienia. W 1877 roku wybudowano nowy kościół i poświęcono imieniem apostołów Filipa i Jakuba.

## Wieś
Pierwsza wzmianka o tej wsi pochodzi z 1217 roku. Od dawien dawna był Obkas własnością kościelną. W roku 1347 wieś lokowana na prawie chełmińskim. Na przestrzeni dziejów występowały takie nazwy dzisiejszego Obkasu: Wowogusse – 1398, Wobekaz – 1431 i Wobokaz – 1432 rok. Poza tym w różnych okresach również: Obkass, Obkaz, Hopkas, Hopkass, Obkasz, Opkasz.
W wykazie szkód z 1432 roku wspomina się, że w Obkasie, „wsi arcybiskupa położonej na naszej ziemi" – zabrane zostały, „uss dem wagene" (z wozu) 2 konie. W innym miejscu donoszono dalej, że Obkasianie ścigali rabujących nieprzyjaciół i odebrali im około 30 sztuk bydła, wielkiego i małego.
W roku 1485 wójt Bytowa, Georg, uprowadził z Obkasu uwięzionych ludzi i bydło.
3 września 1485 roku arcybiskup Zbigniew Oleśnicki chciał się dowiedzieć, jaką odpowiedź otrzymał Gdańsk od księcia słupskiego w wyżej wymienionych sprawach.
W 1643 roku wydane zostały dla archidiecezji gnieźnieńskiej rozporządzenia synodalne „o duchownych sołectwach, młynach i wójtostwach". Dlatego zrozumiałe jest, że jeszcze w tym samym stuleciu – a było to 27 września 1688 roku – wystawiony został przez arcybiskupa Radziejowskiego przywilej dla obkaskich sołtysów. W 1682 roku wieś Obkas płaciła z 60 zajętych morgów 3 zł; dwóch ogrodników wraz z młynarzem płaciło razem 12 gr. W 1772 r. wieś Obkas posiadała na 20 włókach 16 rolników, łącznie z 2 sołtysami lennymi, młynarzem i rolnikiem parafialnym. Gmina (czyli wieś) posiadała 45 koni, 53 woły, 30 krów, 33 „młode byczki", 326 owiec i 67 świń. Zasiała 284 korce żyta, 102 korce jęczmienia, 92 i 1/2 korców owsa i 23 korce grochu. Od 1802 roku mają miejsce długoletnie negocjacje dotyczące praw własności i regulacji czynszowej. Sam plan pomiarowy nosi datę 28 kwietnia 1852 roku. Na nim naniesione są następujące nazwiska właścicieli gruntów: Jakub Wojciech Wegner, Mateusz Wegner, Józef Jakub Ringel, Jan August Pankau, Piotr Behuke, Antoni Hoppe, wolny sołtys Jan Tomasz Pankau, Józef Ignacy Ringel, Jan Gurke, wolny sołtys Jakub Ignacy Pankau, August Papenfuss, Jan Pankau, Józef Hennig, Lorenc Jakub Hoppe, Jan Behrendt, Barbara Hennig ur. Gurke, zamężna z Janem Ringiem, Jan Schulz I.
W roku 1905 całkowita powierzchnia Obkasu wynosiła 1152,2 ha. Średni czysty dochód z podatku gruntowego – 3,79 marki z 1 ha; 74 domy mieszkalne miały 48 gospodarstw domowych. Z liczby 336 mieszkańców – 330 było katolikami, 318 Niemcami.
Spis mieszkańców Obkasu z 1772 roku: Jan Pankaw – wolny sołtys, Augustyn Pankaw – wolny sołtys, Paweł Hoppe – gospodarz, Grzegorz Isbancr – kowal, Andrzej Warmke – gospodarz, Mateusz Beenk – gospodarz, Michał Hcink – gospodarz, Bartłomiej Szyc – gospodarz, Jan Wilant – gospodarz, Adam Ringel – gospodarz, Laurenty Loccja – gospodarz, Michał Isbaner – gospodarz, Kazimierz Bela – gospodarz, Józef Wegner – gospodarz, Katarzyna Wilant – komornica, Jakub Beenk – wozak, Marcin Ott – pasterz owiec i bydła, Jakub Wilant – pasterz koni, Mateusz Tabbat – młynarz. Ogółem w Obkasic mieszkało w 1772 roku 39 mężczyzn, 15 kobiet, 24 synów, 33 córki, 5 parobków i 7 dziewek służebnych. Razem 103 mieszkańców.

## Sołtysi
27 września 1688 roku arcybiskup gnieźnieński Radziejowski wystawił dla Obkasu 2 przywileje sołtysie: jeden dla Andreasa Pankau i jego żony Cathariny, drugi dla Christiana Radatza i jego żony Sophie oraz dla prawowitych potomków obydwu sołtysich rodzin. Pankauowi zatwierdza się na wsze czasy – za zgodą kapituły metropolitalnej w Gnieźnie – 3 sołtysie włóki. Prócz zwyczajowych obowiązków miał również służyć podwodą do Gdańska w czasie Adwentu. Sołtys Andreas Pankau i jego żona Catharina, jak i ich potomkowie mieli baczyć na „morale" miejscowości, mianowicie szczególnie na to, aby mieszkańcy i ich rodziny, zwłaszcza w niedzielę i święta, chodzili do kościoła. W przeciwnym wypadku powinni nałożyć w imieniu „Capitaneus Camenensis" karę za omijanie kościelnych powinności oraz za krnąbrność. Pankau i jego potomkowie mieli być wolni od innych obciążeń. By zapobiec sporom spadkowym, po ojcu następował najstarszy syn. W przypadku braku synów dziedziczyć miały córki w kolejności starszeństwa. Sołtys nie był też usuwany. Ten grunt sołtysi był w 1772 roku i jeszcze w 1802 roku w posiadaniu Augustina Pankaua – sołtysa lennego. Przejął go później jego syn Jakub Pankau, który w 1839 roku był jego właścicielem już od 13 lat. Przedtem posiadał go jego dziadek Andreas. Grunt ten miał hipoteczny numer 2. Inny sołtysi grunt – numer hipoteczny 1 – przyznany został w 1688 roku Christianowi Radatzowi. Sołtys ten był również zobowiązany – oprócz opłat pieniężnych – wywozić 3 fury do Gdańska oraz w czasie przyjazdu arcybiskupa dostarczać zwyczajową żywność i w razie potrzeby służyć furmanką z zaprzęgiem. Później jednak, już za tzw. „czasów polskich", mniej więcej w roku 1740, jak meldował Jacob Pankau w 1839 roku na podstawie relacji starszych ludzi, dokonano zmiany, tak iż fury ze zbożem, które wcale lub tylko rzadko używano, zostały zniesione, a w zamian za fury ustalona została opłata pieniężna w wysokości 8 talarów. Wymagana w przywileju żywność składała się z pewnej ilości drobiu, którą – przy sołtysa Obkasu (Pankau) z 1859 r. rzadkich odwiedzinach arcybiskupa gnieźnieńskiego – dawano z sympatii wysokiemu duchowieństwu w Kamieniu.
Pomoc dotycząca transportu nie była w zasadzie potrzebna, ponieważ arcybiskup posiadał własną furmankę z zaprzęgiem. Przywilejowi dla Radatza brakowało zgody kapituły. W 1839 roku ten sołtysi grunt był w posiadaniu Jakuba Pankau, który przed 40 laty otrzymał go od swojego brata Johanna, który zwany był w 1772 roku „Johannes Pankaw Lehnschulz" (sołtys lenny Jan Pankaw).
Podczas pomiaru planu wsi w 1882 roku było w Obkasie 2 wolnych sołtysów, z których jeden nazywał się Jakub Ignacy Pankau, drugi Jan Tomasz Pankau.